# Brachyllus svetlanae
Brachyllus svetlanae är en skalbaggsart som beskrevs av Keith 2006. Brachyllus svetlanae ingår i släktet Brachyllus och familjen Melolonthidae. Inga underarter finns listade.